# 網絡小說
网络小說,簡稱网文,是指在網路中利用諸如BBS、部落格、個人網站等媒介連載發表的小說，與一般小說的性質並無太大的差異。
雖然發表在網路上，但網路小說與一般小說所注重的大致相同，充斥對話與動作。劇情薄弱的文章（如只以對話與少許動作組成，看似劇本卻與正統文學的劇本不同的文字），不能算是網路小說。換言之，並不是所有在網路上發表的文章都能稱為網路小說。目前所能接受的網路小說，還是以傳統格式的文章為主。
不同於電子書，網路小說通常是分期發表，而不是一次性的完整呈現。網絡小說是網絡文學的主要形式，由網路作家發表。
在中國大陆，网络小说的商业化已经十分完善，虽然仍存在较严重的盗版现象，但已经发展出了十分成熟的产业链，拥有十分广泛的读者基数，以及风格内容迥异的创作者。

## 中國大陆区域内的网络小说
中国大陆网络小说在网络以文字为主之時就出现了，随着网络的发展而不断壮大。那时的网络小说更趋向于一种意识的表达，是作者宣泄个人理想的工具。网络小说逐渐向商业化发展，出现了许多知名网络小说商业网站，如紅薯小說網、起点中文网、17K文学网、纵横中文网、晉江原創網等等，同时也涌现出一大批有才华的作者。但是，网络小说的商业化也使得网络中充斥著无趣低俗小说，大量宣扬不道德行为。扭曲社会价值观的网络小说，以營利为目的，发表了大量垃圾文学，可以说是一大悲哀。虽然网络小说的发展十分迅速，但是总体上和其他文学发表形式相比，仍具有文学性不足、思想深度浅、以快餐文学为主的缺点。
网络小说的典型特质是篇幅较长，在这样的体裁与架构当中，故事性更弱，读者需要的是夸张的世界观与缺乏逻辑的情节，目的在于服务读者对主角的代入感，从而在书中获得满足。这类作品的目标读者通常都是较缺乏鉴赏能力的年轻读者。但是近年来，各大小說平台上推出許多新的激勵機制，透過月票、推薦、簽約以及作者之間互相推薦，許多經典作品也因此而有崛起的機會，並且推出實體書籍，如《我有一座恐怖屋》、《鬥破蒼穹》、《天珠變》、《凡人修仙傳》等。
但值得说明的是，网络小说的低质化原因是多方面的，并不能对它进行全面批判，一是付費訂閱與讀者要求的大字數產出，二是读者普遍缺乏鉴赏能力，三是大量新人作者的加入。网络小说能够发展至今的主体原因在于其有广阔的读者群，大量对品質要求不高的读者，必然会带来的大量缺乏品質的作品，这也是现今的网络小说获得评论颇低的原因所在。
但在另一方面，即使是在纸媒的书籍当中，可读性堪忧者同样众多，借助于互联网时代新型媒体的出现，能为书籍带来的销量的第一位并不是书籍品質，而是大众媒体虚假的口碑宣传。一昧批评网络小说品質不佳，而忽视这一点是十分草率的。
无论是以纸媒为介，还是以电子化面世，都存在某本书评价过高，而更多好的书籍却偏于一角的现象，这里面固然包含着读者喜好的因素，但在文学书籍方面，我们经常所面临到的问题是缺乏良好的筛选与评论机制。以及盗版的泛滥，对创作者带来的负面影响。
网络小说和读者的互动性更强，甚至可以让读者设定一个人物到网络小说中成为龙套，来进行桌上角色扮演遊戲。

### 種田文
种田文通常以古代或架空的背景，描寫主角如何通過農業、經濟、科技等方面發展自己的勢力，並以平淡的生活瑣事為主線，展現主角的心理變化和人際關係。

## 香港的網絡小說
香港網絡小說的發展，由高登討論區上的連載開始。熱潮風行數載，例如向西村上春村的《東莞的森林》獲得出版社垂青，為其出版實體書籍。

## 台灣的網路小說
台灣網路小說曾經出現爭議。傳統作家袁瓊瓊在《九十一年小說選》的序中說到台灣大部分的網路小說作者水準普遍不足，有「劣幣驅逐良幣」的趨勢，而台灣網路小說與其含有社群文化的演進密不可分，年輕的作者與讀者都希望生產、再生產作品來追求溝通與認同。
台灣網路小說自情色文學起家，交大學生自建的鳳凰城BBS站的SEX版上開始有使用者發表創作，甚至從中發展出獨立的SEXSTORY版，後因校方關切，遂將舞台搬移至私人站台，這個時期的著名作品有《風姿物語》。後來這種創作風潮影響了不少讀者也開始參與創作，最早的故事雖名為情色文學，但實際上仍以情感為主，情色的描寫反而是非常清淡的過場而已。並且故事脫離了情色範疇，轉為生活紀錄、清新的校園小說，如痞子蔡的《第一次的親密接觸》便是受到影響的第二代。於是網路文學開始由此萌芽。

## 网络小说的行业发展
在中國的网络小说正式开始商业化之前，行业状态仍处于萌芽状态，早期龙的天空、幻剑书盟等书站都已经没落，其中龙的天空在现今已完全转型为网络小说业内论坛存在。
最早开始尝试付费阅读的起点中文网在2004年经盛大文学收购之后，网络小说的商业发展加快了进程，随后数年之中有较为知名的17K小说网、纵横中文网、创世中文网等先后创立，又在2012年左右时，随着智慧型手機的发展，手持阅读愈加普及，并且带来的市场主流小说类型的改变。在这一过程中又发展出了三大电信运营商——中國電信、中國移動和中國聯通自建的小说平台，如移动和阅读以及掌阅书站、塔读文学网、91熊猫看书等无线阅读平台的兴起，使网络小说普及度更广，读者基础也愈加庞大。
知名作者的收入也不再仅仅局限于电子订阅以及实体出版，更带来了诸如游戏、影视、漫画等版权收入。
在网络小说行业，对于创作者的尊重程度远远逊于实体出版界，在普遍的签约合同中，书站方往往十分苛刻，广大写作者对于作品版权的掌控力度十分有限，这一点也常被诸多写作者诟病。知名作者梦入神机2010年时，曾与起点中文网因书籍版权打过官司，曝出其签署的合约乃是代写合同，作者并不拥有作品版权。
中國最大的三家互联网企业——騰訊、百度和阿里巴巴，到目前为止都有涉足网络小说的业务，其中以腾讯旗下的阅文集团份额最广，其拥有起点中文网以及创世中文网，旗下拥有最多的知名作者。百度于2013年收购纵横中文网，结合收购91手机助手而得到的91熊猫阅读，成立百度文学。阿里文学涉及程度更浅，但已有书站建立和收购消息传出。
虽然网络小说的发行已由早期的论坛被商业化的书站所取代，但有部分小说仍然是在如百度贴吧、天涯社區的文学版块（主要为莲蓬鬼话）发表，前者被称作贴吧文，偏向都市类型；后者大多为灵异，但叙事角度都用作第一人称。
中南大学人文学院的胡游研究认为，当前网络小说存在模式化、套路化、娱乐化的倾向，网络小说的阅读者不再追求深度和精神价值，而是追求享受型的娱乐需要和追寻于感官的快乐。当前的网络小说侧重于穿越、玄幻、言情等题材，大多为批量生产、粗制滥造，且日益感官娱乐化，缺乏对现实的关注，对于能否引导正确的价值导向有待深究。

## 关于网络小说的分類
玄幻
武俠
仙俠
奇幻
科幻
都市
言情
歷史
軍事
遊戲
體育
靈異
同人
耽美
二次元

## 另見
- 網路文學
- 網路作家
- 接龍小說
- 同人小說
- 玄幻小說
- 修真小說
- 退隊流
- 大女主
- 惡役千金
- 超文字小说
- 霸道總裁文
- 短剧